# کخیی
کخیی (به فرانسوی: Creil) یک کامین در فرانسه است که در Canton of Creil-Nogent-sur-Oise واقع شده‌است.

## خصوصیات
کخیی ۱۱٫۰۹ کیلومترمربع مساحت و ۳۴٬۵۸۰ نفر جمعیت دارد.

## خواهرخوانده
شهرهای مارل، آلمان، داخله و Pendle خواهرخوانده‌های کخیی هستند.